# 气高青谷隧道
气高青谷隧道（日语：／）是日本的一座高速公路隧道，位于鳥取縣鳥取市，山陰自動車道（E9）的浜村鹿野温泉IC至青谷IC区间中，单洞二车道，全长2,312（1.44英里），2019年5月12日通车，为山阴自动车道在鳥取縣境内最长的公路隧道。